# Історія вивчення Марса

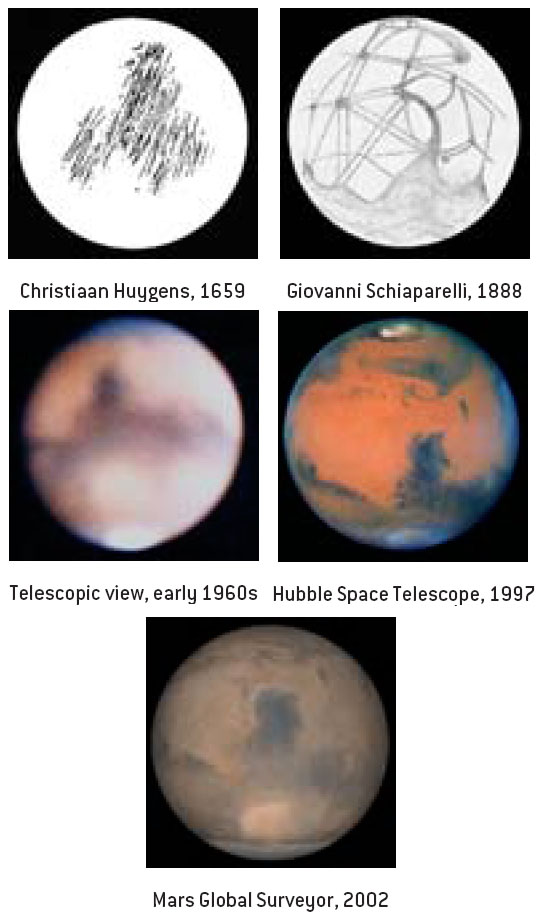
Інформація про Марс сильно розширилась, коли винайшли телескопи.

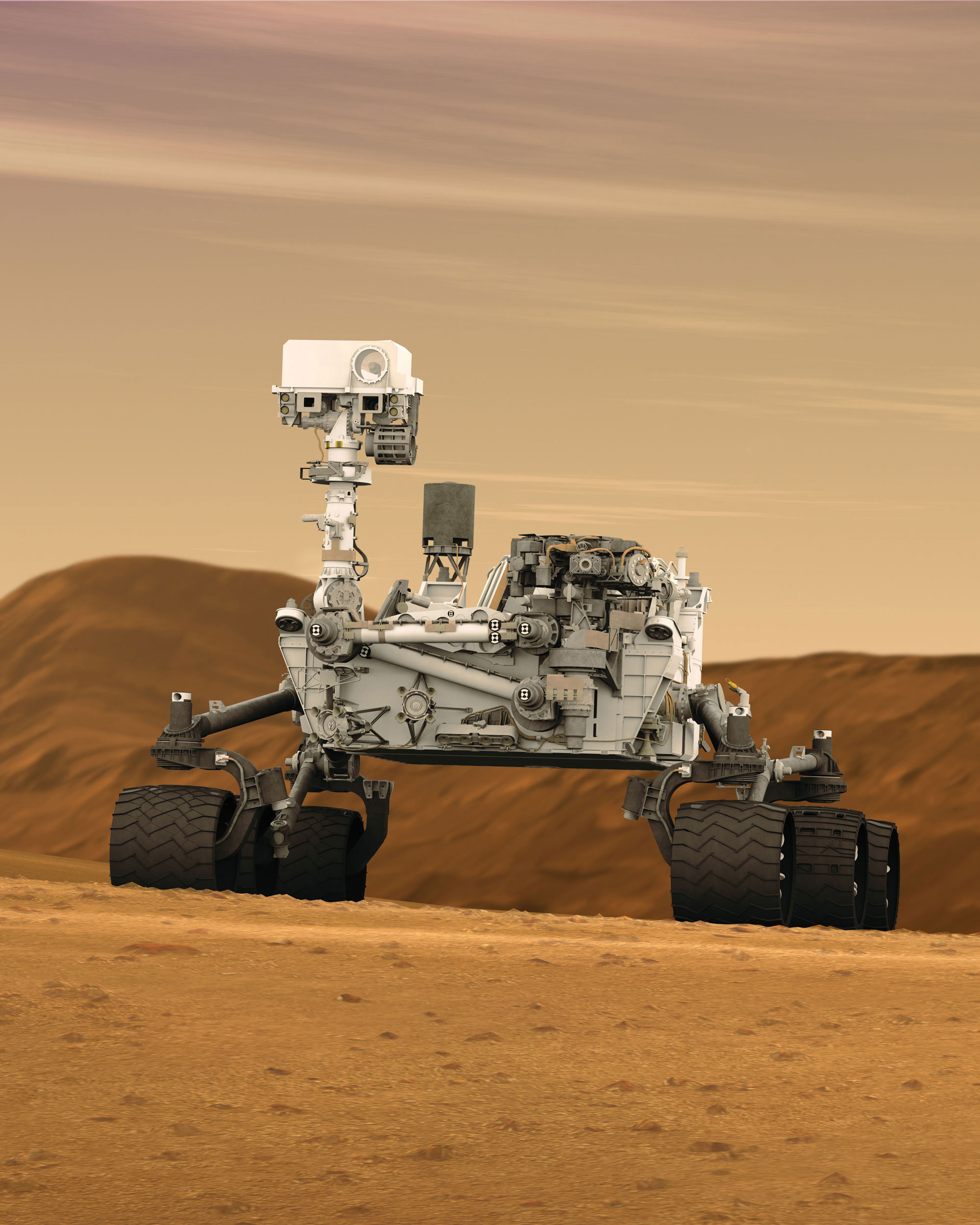
Марсохід «К'юріосіті»

Історія вивчення Марса — це історико-науковий процес збору, систематизації та зіставлення даних про четверту планету Сонячної системи. Процес вивчення охоплює різні галузі знання, в тому числі астрономію, біологію, планетологію тощо.

## Вступ
Дослідження Марса почалося давно, ще 3,5 тисячі років тому, в Давньому Єгипті. Перші докладні звіти про стан Марса були складені вавилонськими астрономами, які розробили ряд математичних методів для передбачення положення планети. Користуючись даними єгиптян і вавилонян, давньогрецькі (елліністичні) філософи і астрономи розробили детальну геоцентричну модель для пояснення руху планет. Через кілька століть індійськими та ісламськими астрономами був оцінений розмір Марса і відстань до нього від Землі. У XVI столітті Микола Коперник запропонував геліоцентричну модель для опису Сонячної системи з круговими планетарними орбітами. Його результати були переглянуті Іоганном Кеплером, який ввів точнішу еліптичну орбіту Марса, яка збігається з тією, що спостерігається.
Перші телескопічні спостереження Марса були проведені Галілео Галілеєм в 1610 році. Протягом XVII століття астрономи виявили на планеті різні оптичні особливості, у тому числі темну пляму моря Сирт і полярні крижані шапки. Також були визначені період обертання планети і нахил її осі. Телескопічні спостереження Марса насамперед були зроблені, коли планета досягала опозиції до Сонця, тобто при найменшій відстані між Марсом і Землею.
Поліпшення якості оптики телескопів на початку XIX століття дало змогу зробити картографування постійних оптичних особливостей. Перша карта Марса була опублікована в 1840 році, а точніше картографування почалося з 1877 року. Пізніше астрономами були виявлені спектральні підпису молекул води в атмосфері Марса, через це відкриття серед широких верств населення стає популярною думка про можливість життя на Марсі. Персіваль Лоуелл вважав, що побачив на Марсі мережу штучних каналів. Ці спостереження, як потім виявилося, були оптичними ілюзіями, а атмосфера у Марса виявилася занадто тонкою і сухою для підтримки клімату земного типу.
У 1920-ті роки було виміряно діапазон температур біля марсіанської поверхні, і встановлено, що поверхня Марса перебуває в екстремальних умовах пустелі. 1947 року Джерард Койпер показав, що тонка атмосфера Марса містить великий обсяг двоокису вуглецю. Перша стандартна номенклатура оптичних особливостей Марса була прийнята в 1960 році на засіданні Міжнародного астрономічного союзу. З 1960-х років почалася відправка дистанційно керованих супутників для вивчення поверхні планети з її орбіти. У наш час[коли?] Марс, як і раніше, знаходиться під спостереженням наземних і космічних інструментів, що дають змогу дослідити поверхню планети в широкому діапазоні електромагнітних хвиль. Виявлення на Землі метеоритів марсіанського походження дало змогу дослідити хімічні умови на планеті. Подальший розвиток дослідження планети пов'язаний з продовженням дослідження планети космічними апаратами та здійснення пілотованого польоту на Марс.
6 серпня 2012 року після майже дев'ятимісячного перельоту на поверхню Марса успішно приземлився марсохід «К'юріосіті»; трансляція посадки в прямому ефірі велась на сайті НАСА.

## Найперші згадки

Коли Земля проходить повз Марс, останній тимчасово змінює свій рух по небу.

Існування Марса як блукаючого об'єкту в нічному небі було зафіксовано ще давніми Єгипетськими астрономами. До 2-го тисячоліття до нашої ери вони були знайомі з очевидно зворотнім рухом планети, який з'являється коли планета рухається по небу у напрямку, протилежному від свого нормального руху. Марс був зображений на стелі гробниці Сеті I , на стелі Рамессеума та на зоряній карті Сенмута. Остання є найстарішою відомою картою зоряного неба, яка датується 1534 р. до н. е., згідно з положенням планет.
До періоду Неовавилонської імперії Вавилонські астрономи проводили систематичні спостереження за позиціями та поведінкою планет. Про Марс вони знали, наприклад, що планета має 37 орбітальних періоди або 42 кіл зодіаку, кожні 79 років. Вавилонці винайшли арифметичні методи створювати невеликі виправлення до прогнозованих позицій планет. Ця техніка була, насамперед, отримана з точних вимірювань часу — як наприклад коли Марс піднявся вище горизонту, ніж коли менш точно відомо положення планети на небесний сфері.
Китайські записи появ і рухів Марса з'являються перед заснуванням династії Чжоу (1045 до н. е.).Та після династії Цінь (221 до н. е.) астрономи підтримують записи планетарних союзів, в тому числі і Марса. Затемнення Марса Венерою було відзначено у 368, 375 та 405 н. е. Період і рух орбіти планети був відомий в деталях під час династії Тан (618 н. е.).
На ранніх астрономів Стародавньої Греції впливали знання, передані з месопотамської культури. Таким чином, вавилоняни пов'язали Марс з Нергалом, своїм богом війни та епідемій, та греки також пов'язали цю планету зі своїм богом війни Аресом. Протягом цього періоду, рух планет був малоцікавий для греків; у праці Геосіда Роботи і дні (бл. 650 р. до н. е.) не згадується про планети.

## Орбітальні моделі

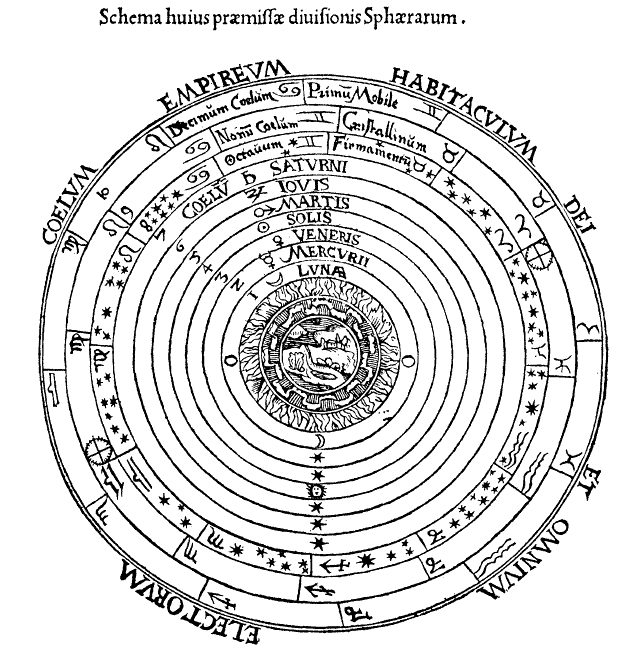
Геоцентрична модель Всесвіту

Давні греки використовували слово planēton для визначення семи небесних тіл, що рухались відносно зірок, та згідно з ідеєю геоцентризму вважали, що ці тіла рухаються навколо Землі. У своїй праці «Держава», грецький філософ Платон навів найстаріші з відомих свідчення щодо порядку планет у Грецькій астрономічній традиції. У його списку, у порядку від найближчої до найвіддаленішої від Землі, були наступні тіла: Місяць, Сонце, Венера, Меркурій, Марс, Юпітер, Сатурн та нерухомі зірки. У діалогу «Тімей» Платон припустив, що рух цих об'єктів через небо залежить від їх відстані, що найвіддаленіший об'єкт рухається найповільніше.
Арістотель, учень Платона, спостерігав покриття Марса Місяцем у 365 р. до н. е. З цього він зробив висновок, що Марс має знаходитися далі від Землі, ніж Місяць. Він звернув увагу, що такі ж затемнення зірок та планет спостерігалися також Єгиптянами та Вавилонянами. Аристотель використав ці дані спостережень для підтримки грецької послідовності планет. Його праця Про небо презентувала модель всесвіту, в якому Сонце, Місяць та планети заходилися по колу навколо Землі на незмінних відстанях. Складнішу версію геоцентричної моделі розробив грецький астроном Гіппарх, у ній він запропонував, що Марс переміщається по круговій доріжці, під назвою епіцикл, що в свою чергу, рухається по більшій орбіті навколо Землі, що називається деферент.
У Римському Єгипті у II столітті нашої ери Клавдій Птолемей спробував вирішити проблему орбітального руху Марса. Спостереження Марса показали, що планета здається рухається на 40 % швидше з однієї сторони своєї орбіти ніж з іншої, що не збігалося з моделлю рівномірного руху Аристотеля. Птолемей змінив модель планетарного руху додавши точку зсуву від центру кругової орбіти планети, навколо якої планета рухається з постійною швидкістю обертання. Він припустив, що порядок планет, згідно зі зростанням дистанції, був: Місяць, Меркурій, Венера, Сонце, Марс, Юпітер, Сатурн та нерухомі зірки. Модель Птолемея та його колективна праця з астрономії була представлена в колекції багатотомної Альмагест, що стала авторитетним трактатом по Західній астрономії на наступні чотирнадцять століть.
| Геоцентричний рух Марса, Нова астрономія, Кеплер (1609) | Сучасні протистояння |
| Ці малюнки відтворюють напрямок та відстань від Марса відносно до Землі (у центрі) з його протистояннями та очевидно зворотнім рухом приблизно кожні 2 роки та найближчі протистояння кожні 15-17 років через ексцентричну орбіту Марса. |                      |

У V столітті нашої ери Індійський астрономічний текст Сурья Сіддханта оцінив кутовий розмір Марса у 2 кутових мінути (1/30 градуса) та його відстань до Землі становила 10 433 000 км (1 296 600 Йоджана, де Йоджана еквівалентно восьми км у Сурья Сіддханта). З цього діаметр Марса мав бути 6070 км (754,4 Йоджана), що має помилку 11 % від прийнятого нині[коли?] значення 6788 км. Однак, ця оцінка була основана на неточній здогадці кутового розміру планети. На результат могла вплинути праця Птолемея, який перерахував значення у 1,57 мінути. Обидві оцінки були набагато більші за значення, отримані пізніше за допомогою телескопа.
У 1543 Миколай Коперник опублікував геліоцентричну модель у своїй праці Про обертання небесних сфер. Такий підхід поставив Землю на орбіту навколо Сонця між круговими орбітами Венери та Марса. Його модель успішно пояснювала, чому планети Марс, Юпітер та Сатурн були на протилежному боці неба від Сонця, коли вони були в середині їх ретроградних рухів. Коперник був в змозі відсортувати планети в їх правильному геліоцентричному порядку, базуючись виключно на періодичність їх обертання навколо Сонця. Його теорія поступово отримала визнання серед європейських астрономів, особливо після публікації Пруських таблиць німецьким астороном Еразмом Рейнгольдом у 1551 році, які були розраховані з використанням моделі Коперника.
У жовтні 1590 року німецький астроном Міхаель Местлін спостерігав затемнення Марса Венерою. Один з його учнів, Йоганн Кеплер, швидко став прихильником системи Коперника. Після завершення своєї освіти Кеплер став помічником данського дворянина та астронома Тихо Браге. Маючи доступ до детальних спостережень Марса Тихо Браге, Кеплер почав роботу над математичною збіркою на заміну Пруським таблицям. Після багатьох невдач поставити рух Марса на кругову орбіту відповідно до вимог Коперника, він досяг успіху у використанні досліджень Тихо, припускаючи, що орбіта є еліпс і Сонце знаходиться в одному з фокусів. Його модель стала основою для Законів Кеплера, які були опубліковані в його багатотомній праці Скорочення астрономії Коперника між 1615 та 1621 роками.

## Ранні спостереження у телескоп

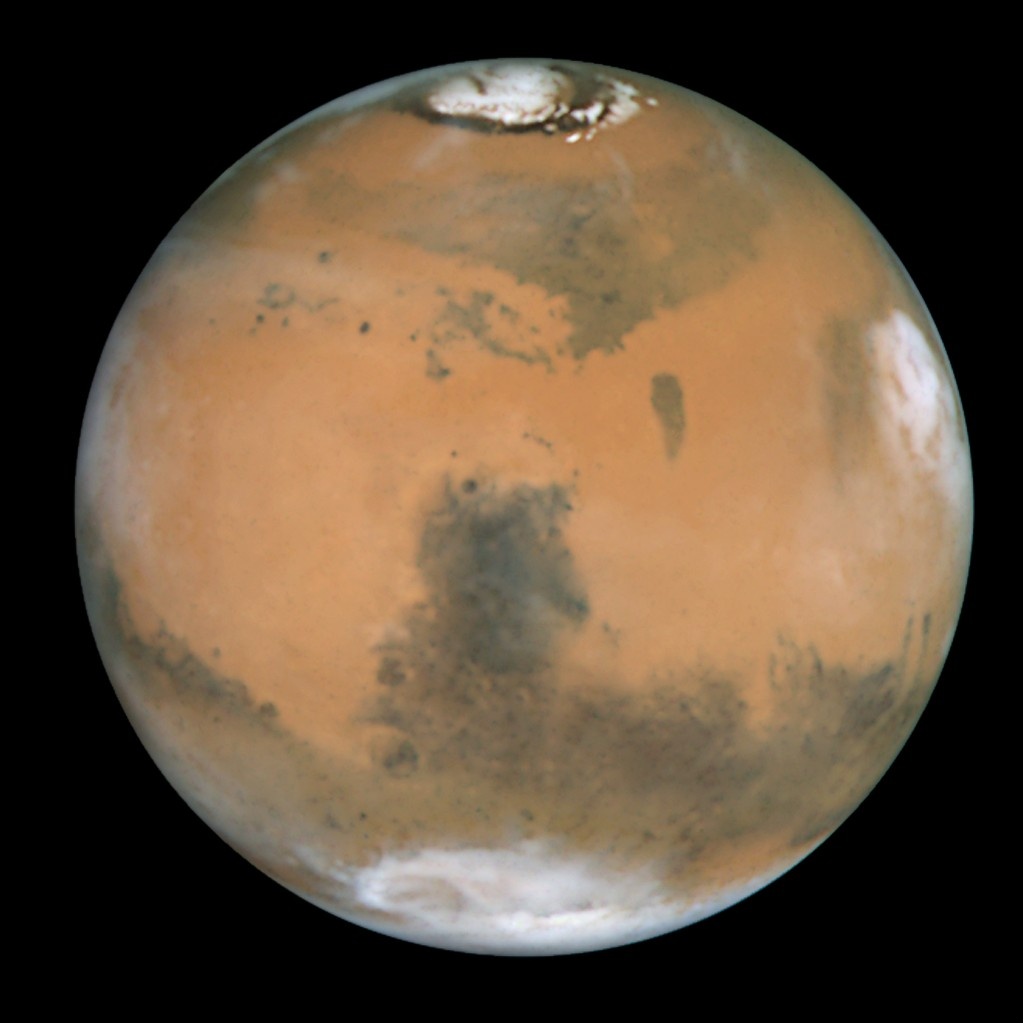
Низька функція альбедо Сирт помітна в центрі диска. Зображення НАСА/HST

У своєму найближчому положенні, кутовий розмір Марса 25 кутових секунд; це занадто мало для того, щоб роздивитися неозброєним оком. Таким чином, до винайдення телескопа, нічого не було відомо про планету, крім її позиції на небі. Італійський вчений Галілео Галілей був першою відомою людиною, яка використовувала телескоп для того, щоб робити астрономічні спостереження. Його записи показують, що він почав спостереження Марса у телескоп у вересні 1610 року. Цей інструмент був занадто примітивний, щоб відобразити будь-які деталі на поверхні планети, тому він поставив за мету побачити, чи видимі фази часткової темряви схожі на Венеру або Місяць. Хоча невідомо про його успіх, все у грудні він зазначив, що Марс скоротився у кутових розмірах. Польський астроном Ян Гевелій успішно спостерігав цю фазу Марса у 1645 році.
У 1644 році італійський єзуїт Даниелло Бартолі повідомив про спостереження двох темних плям на Марсі. Під час протистоянь у 1651, 1653 та 1655 роках, коли планета проходила найближче до Землі, італійський астроном Джованні Баттіста Річчолі та його учень Франческо Марія Грімальді зазначили ділянки з різною відбивною здатністю на Марсі. Першою людиною, що намалювала карту Марса та показала особливості місцевості, був данський астроном Християн Гюйгенс. 28 листопада 1659 року він зробив малюнок Марса, який показав відмінну темну область, нині відому як Великий Сирт англ. Syrtis Major Planum, та, можливо, одну з полярних льодовикових шапок. У тому ж році йому вдалося виміряти час оберту планети, приблизно 24 години. Він зробив грубу оцінку діаметра Марса, припускаючи, що він становить 60 % розміру Землі, що добре співвідноситься з сучасним значенням 53 %. Можливо, першу повну згадку про південну полярну льодовикову шапку Марса зробив італійський астроном Джованні Доменіко Кассіні у 1666 році. Цього ж року він використав спостереження відміток на поверхні Марса, щоб визначити період обертання у 24 години 40 хвилин. Це відрізняється від прийнятого нині[коли?] значення менше ніж на 3 хвилини. 1672 року Гюйгенс помітив нечіткий білий ковпак на північному полюсі.
Після того, як Кассіні став першим директором Паризької обсерваторії у 1671 році, він вирішував проблему фізичного масштабу Сонячної системи. Відносна величина планетарних орбіт була відома з Третього закону Кеплера, отже потрібен лише був фактичний розмір однієї з орбіт планет. Для цього, положення Марса було виміряно на тлі зірок з різних точок на Землі, тим самим вимірюючи добовий паралакс планети. Протягом цього року планета рухалась повз точки своєї орбіти, де вона була найближче до Сонця (перигей), що робило це особливо близьким підходом до Землі. Кассіні та Жан Пікар визначали положення Марса з Парижа, тоді як французький астроном Жан Річер проводив вимірювання з Каєнни, Південна Америка.Хоча ці спостереження були ускладнені якістю інструментів, паралакс був розрахований Кассіні в межах 10 % від правильного значення. Англійський астроном Джон Флемстид зробив зіставні порівняльні вимірювання та отримав схожі результати.

## Географічний період
На початку 19 століття покращення розмірів та якості оптики телескопів призвели до значного кроку у здатності спостереження. Найпомітнішим серед цих удосконалень був двокомпонентний ахроматичний об'єктив німецького оптика Йозефа фон Фраунгофера, який істотно усунув кому— оптичний ефект, що може спотворити зовнішній край зображення. До 1812 року Фраунгоферу вдалося створити ахроматичний об'єктив з лінзою 190 мм (7,5 дюймів) у діаметрі. Розмір основної лінзи об'єктива є головним чинником, що визначає здатність збору світла та роздільну здатність рефрактора. Під час протистояння Марса у 1830 році німецькі астрономи Йоганн Генріх фон Медлер та Вільгельм Бер використовували Фраунговерівський лінзовий телескоп 95 мм (3,7 д), щоб почати широке дослідження планети. Вони вибрали функцію, розташовану на 8 ° на південь від екватора, як їх точки відліку. (Пізніше її назвали Сінус меридіан та він став нульовим меридіаном Марса.) Під час своїх спостережень вони встановили, що більшість поверхневих особливостей Марса були постійними, та точніше визначили період обертання планети. 1840 року Медлер поєднав десять років спостережень, щоб зробити першу карту Марса. Замість того, щоб давати імена різним відміткам, Бер та Медлер просто позначили їх буквами. Таким чином Синус Меридіан отримав характеристику «a».
Працюючи у Ватиканській обсерваторії під час протистояння Марса у 1858 році, італійський астроном Анджело Секкі помітив велику блакитну особливість, яку він назвав «Блакитний скорпіон». Це ж саме, схоже на хмару, утворення було помічено у 1862 англійським астрономом Норманом Лок'єром та також іншими спостерігачами. Під час протистояння у 1862 році, данський астроном Фредерік Кайзер створював малюнки Марса. За допомогою порівнянь його ілюстрацій до Гюйгенсових та англійського натураліста Роберта Гука, він зміг додатково уточнити період обертання Марса. Він отримав значення у 24 год 39 хв 21,67 с з точністю до однієї десятої секунди.
Анджело Секкі зробив одну з найперших кольорових ілюстрацій Марса у 1863 році. Він використовував назви відомих дослідників для різних особливостей. 1869 року він зазначив дві темні лінійні риси на поверхні, які він назвав canali, що у перекладі з італійської «канали» або «канавки». 1867 року англійський астороном Річард А. Проктор створив детальнішу мапу Марса, ґрунтуючись на малюнках 1864 року, зроблених англійським астрономом Вільямом Р. Дейвсом. Проктор назвав різні світлі або темні особливості поверхні на честь астрономів, минулого та тогодення, які зробили свій внесок у спостереження Марса. У тому ж десятиріччі порівняльні мапи та назви були зроблені французьким астрономом Камілем Фламмаріоном та англійським астрономом Натаніелем Гріном.
У Лейпцизькому університеті в 1862—1864 роках, німецький астроном Йоганн Карл Фрідріх Целльнер розробив фотометр для вимірювання відбивної здатності Місяця, планет та яскравих зірок. Для Марса, він отримав альбедо 0,27. Між 1877 і 1893 роками німецькі астрономи Густав Мюллер і Пол Кемпф спостерігали Марс, використовуючи фотометр Целльнера. Вони знайшли невеликий коефіцієнт фази — зміна відбивної здатності з кутом — що вказувало на те, що поверхня Марса є гладкою і без великих нерівностей. 1867 року французький астроном П'єр Жуль Сезар Жансен і британський астроном Вільям Гаґґінс використали спектроскопи, щоб вивчити атмосферу Марса. Обидва порівнювали видиме світло Марса та Місяця. Оскільки спектр останнього не мав ліній поглинання води, вони вирішили, що вони виявили присутність водяної пари в атмосфері Марса. Цей результат був підтверджений німецьким астрономом Германом Фоґелем у 1872 році та англійським астрономом Едвардом Маундером в 1875 році, але пізніше його почали обговорювати.
Особливо сприятливе протистояння у перигелії відбулося в 1877 році. Англійський астроном Девід Гілл використав цю можливість для вимірювання добового паралакса Марса від Острова Вознесіння, що призвело до оцінки параллакса 8,78 ± 0,01 мінут. Використовуючи цей результат, він зміг більш точно визначити відстань від Землі до Сонця, на основі відносного розміру орбіт Марса та Землі. Він зазначив, що край диска Марса з'явиляється нечітко через його атмосферу, що обмежувало точність, з якою він міг обчислити позицію планети.
У серпні 1877 року американський астроном Асаф Голл виявив два супутники Марса використовуючи 660 мм телескоп у Військово-морській обсерваторії США. Імена двох супутників, Фобос та Деймос, були обрані Холлом на основі пропозиції Генрі Мадана, викладача природничих наук у Ітонському коледжі в Англії.

## Марсіанські канали
Під час протистояння у 1877 році італійський астроном Джованні Скіапареллі за допомогою 22 см телескопа зміг створити першу детальну мапу Марса. Ці мапи містили помітні особливості поверхні, які він назвав canali, які пізніше виявилися оптичною ілюзією. Ці canali були імовірно довгими прямими лініями на поверхні Марса, яким він дав назви відомих річок Землі. Його термін canali був в народі помилково перекладений на англійську як «канали». 1886 року англійський астроном Вільям Деннінг виявив, що ці прямі лінії поверхні мали нерегулярну природу та показували концентрацію та переривання. 1895 року англійський астроном Едвард Маундер переконався, що прямі лінії поверхні були просто сукупністю багатьох дрібних деталей.
У 1892 році, у своїй праці La planète Mars et ses conditions d'habitabilité, Каміль Фламмаріон писав про те, як ці канали нагадували штучні канали, які розумна раса могла б використовувати, щоб перерозподілити воду по вмираючому Марсіанському світі. Він виступав за існування таких жителів, і припустив, що вони можуть бути розвинутішими, ніж люди.
Під впливом спостережень Скіапареллі, Персіваль Ловелл заснував обсерваторію з 30 та 45 см телескопами. Обсерваторія була використана для дослідження Марса під час останньої хорошої можливості у 1894 році і в подальших менш сприятливих протистояннях. Він опублікував книги про Марс і життя на планеті, які мали великий вплив на громадськість. Canali  були знайдені іншими астрономами, такими як Анрі-Жозеф Перротен і англ. Louis Thollon в Обсерваторії Ніцци у Франції, за допомогою 38 см рефрактора, одного з найбільших телескопів того часу.
Починаючи з 1901 року, американським астрономом Ендрю Дугласом була зроблена спроба сфотографувати каналу Марса. Ці зусилля здавалися успішними, коли американський астроном Карл О. Лампланд опублікував фотографії імовірних каналів в 1905 році. Хоча ці результати були широко прийняті, вони стали оскаржуватися грецьким астрономом Еженом Антоніаді, англійським натуралістом Альфредом Воллесом та іншими, як лише уявні лінії. Коли були використані великі телескопи, то було помічено менше довгих та прямих ліній на поверхні. Під час спостереження у 1909 році за допомогою 84 см телескопа, Фламмаріон побачив нерегулярні узори, але це не були canali .